# Николаенко, Евгений Макарович
Евгений Макарович Николаенко (бел. Яўген Макаравіч Нікалаенка; 1905—1961) — советский лётчик-истребитель, военачальник, Герой Советского Союза (22.02.1939). Генерал-лейтенант авиации (20.04.1945).

## Биография
Родился 17 (30) сентября 1905 года в деревне Удога в Комаровичской волости Чериковского уезда Могилёской губернии (ныне — Чериковского района Могилёвской области Беларуси), белорус.
С 1927 года в рядах Красной Армии. В 1928 году окончил Ленинградскую военно-теоретическую школу ВВС, в 1930 — Борисоглебскую военную авиационную школу лётчиков. В 1930—1936 годах — инструктор Борисоглебской военной авиационной школы лётчиков. В 1935 году — окончил курсы усовершенствования командного состава (КУКС) при Военно-воздушной академии им. Н. Е. Жуковского. С 1936 года служил в строевых частях ВВС.
С марта по август 1938 года участвовал добровольцем в войне в Китае против японских захватчиков. Был командиром эскадрильи 34-го истребительного авиационного полка 57-й истребительной авиационной бригады. В 5 воздушных боях лично сбил 2 вражеских самолёта. Один из наиболее крупных воздушных боёв, в котором принимал участие Евгений Макарович, произошёл 12 августа 1938 года над Уханем. Тогда 40 истребителей, ведомые Е. М. Николаенко, вступили в бой со 120 японскими самолётами. По данным советской стороны, советские лётчики сбили в этом бою 16 японцев, потеряв 5 своих машин. За мужество и героизм, проявленные при исполнении специального правительственного задания, капитану Е. М. Николаенко было присвоено звание Героя Советского Союза, 27 ноября 1939 года ему вручена медаль «Золотая Звезда» (№ 122).
С 1938 года служил начальником Кировобадской военной авиационной школы лётчиков. С 1939 года — заместитель командующего ВВС Киевского особого военного округа, с августа 1940 — командир 17-й смешанной авиационной дивизии. С 1940 года — командующий ВВС Северо-Кавказского военного округа.
С августа 1941 года — командующий ВВС 5-й армии Юго-Западного фронта. С октября 1941 года — заместитель командующего ВВС Западного фронта. С декабря 1941 по январь 1942 — командующий «Особой авиагруппой генерал-майора Николаенко» на Западном фронте, участвовал в битве под Москвой. С февраля 1942 года — командующий ВВС Крымского фронта. После   катастрофы советских войск на Керченском полуострове в мае 1942 года, приведшей к разгрому Крымского фронта, 4 июня 1942 года был снят с должности и понижен в воинском звании до полковника.
В 1942 году назначен начальником Липецких курсов усовершенствования офицерского состава ВВС. Весной 1943 года был восстановлен в генеральском звании. С ноября 1943 года вновь находился в действующей армии на должности заместителя командующего 1-й воздушной армии на Западном и 3-м Белорусском фронтах. Участвовал в Белорусской и Восточно-Прусской наступательных операциях.
После войны продолжил службу в ВВС. В феврале 1946 года назначен командующим 11-й воздушной армией (Закавказский военный округ), а 25 мая 1946 года — командующим 1-й воздушной армией дальней авиации (управление в г. Смоленск). В августе-ноябре 1949 года 1-й заместитель командующего Дальней авиации. В ноябре 1949 года — августе 1950 года —командующий Дальней авиацией. В 1952 году окончил Высшую военную академию имени К. Е. Ворошилова. В 1952—1955 годах командовал 50-й воздушной армией Дальней авиации (Смоленск). С декабря 1955 года — в отставке.
Жил в Ленинграде. Скончался 16 апреля 1961 года, похоронен на Богословском кладбище. На могиле установлен гранитный обелиск с барельефным портретом.

## Награды
- Герой Советского Союза (22.02.1939);
- Два ордена Ленина (22.02.1939, 03.11.1953);
- Три ордена Красного Знамени (14.11.1938, 20.01.1942, 24.06.1948);
- Орден Суворова II степени (19.04.1945);
- Орден Кутузова II степени (05.05.1945);
- Орден Отечественной войны I степени (19.08.1944);
- Орден Красной Звезды (03.11.1944);
- Медали.

## Воинские звания
- Капитан (1936)
- Майор
- Полковник
- Комбриг (29.11.1939)
- Генерал-майор авиации (04.06.1940)
- Полковник (04.06.1942)
- Генерал-майор авиации (17.03.1943)
- Генерал-лейтенант авиации (20.04.1945)

## Память
- В 2005 году Министерство связи и информатизации Республики Беларусь ввело в почтовое обращение художественный конверт с оригинальной маркой «100 лет со дня рождения Е. М. Николаенко»[2].
- В Могилёве кадетскому училищу присвоено имя Героя Советского Союза Е. М. Николаенко.
- 7 мая 2021 года в Черикове (Могилёвская область) открыт сквер имени Героя Советского Союза генерал-лейтенанта авиации Е. Николаенко[3].
- Имя Героя Советского Союза Евгения Николаенко присвоено средней школе № 1 г. Черикова[4]. Одна из экспозиций в школьном музее посвящена Е. Н. Николаенко.
- Памятная доска в честь Е. Н. Николаенко[5]. Установлена на здании средней школы № 1 г. Черикова, носящей его имя.